# Medalia „Pentru Vitejie”
Medalia „Pentru Vitejie” este a doua cea mai importantă medalie de stat din Republica Moldova. În ierarhia priorității se află imediat după Medalia „Meritul Militar” și înainte de Medalia „Meritul Civic”.
Medalia „Pentru Vitejie” se conferă pentru bărbăție și curaj la salvarea de vieți omenești, la menținerea ordinii publice, la combaterea criminalității, lichidarea urmărilor calamităților naturale și în alte circumstanțe excepționale.

## Descriere

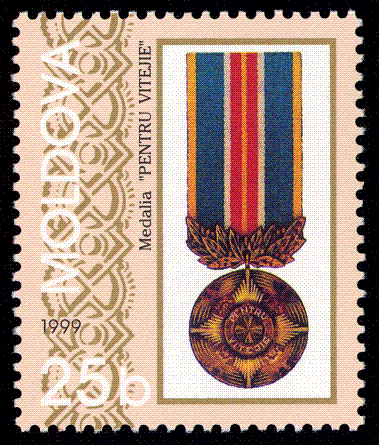
Imginea medaliei „Pentru Vitejie” pe un timbru moldovenesc din 1999

Medalia „Pentru Vitejie” se confecționează din alamă în formă de cerc cu diametrul de 30 mm. Pe avers este reprezentată imaginea în relief a unei stele, formată din patru fascicule mari și patru fascicule mici de raze divergente intercalate de patru imagini ale unui vultur cu aripile întinse. În centru, pe un cerc în relief este imprimată inscripția în relief „Pentru Vitejie”. În stânga și în dreapta ei sunt reprezentate detalii ale ornamentului.
Medalia se fixează cu un inel de baretă, acoperită cu o panglică de moar, lată de 25 mm, cu dungi simetrice de culoare galbenă, albastră, albă, roșie și cu o dungă galbenă la mijloc. În partea inferioară a baretei se află imaginea în relief a două ramuri de laur simetrice.